# Clifford Geertz
Clifford James Geertz, född den 23 augusti 1926 i San Francisco, död den 30 oktober 2006 i Philadelphia, var en amerikansk antropolog, professor emeritus vid Institute for Advanced Study vid Princeton, New Jersey.

## Antropologi
Clifford Geertz var en ledande företrädare för den hermeneutiska (tolkande) metoden inom antropologin. Han har utövat ett starkt inflytande - både som inspiratör och föremål för kritik - på de postmoderna trender inom antropologin som under 1980- och 1990-talen riktat hård kritik mot förhärskande begrepp och förklaringsmodeller.
Hans tidiga böcker om Indonesien spänner över alltifrån kulturekologi (Agricultural Involution, 1963, sv. övers. Kolonialism och jordbruksutveckling) till religion (The Religion of Java, 1960) och nationalbyggen (Old nations, New States, ed., 1965). Sedan mitten av 1960-talet har Clifford Geertz koncentretat sig på studiet av texter, och hävdar att ett kultursystem kan "läsas" på ett sätt som är analogt med läsningen av en roman. Geertz termer, framgångsrikt demonstrerade i The Interpretation of Cultures (1973) och Local Knowledge (1983), har kritiserats för att överdriva betydelsen av kulturer och symboler på bekostnad av interaktion och samhällsstruktur, liksom för att överdriva kulturers grad av integration och koherens. Clifford Geertz fortsätter trots detta att utöva ett betydande inflytande, och hans position har betraktats som ett alternativ till sådana objektivistiska förklaringsmodeller som strukturfunktionalism, strukturalism och marxism. Inom antropologin finns en vilja att åter skriva en mer historisk folklivsforskning, och på så sätt göra sig fri från det strukturalistiska arvet, från Bronislaw Malinowski till Lévi-Strauss.
"Vad än symboliska system i sig själva kan vara, så får vi empiriskt tillgång till dem genom att studera händelser, inte genom att ordna abstrakta enheter i enhetliga mönster."

### Kulturdefinition
Geertz hade en idealistisk syn på kultur. Han definierade kultur som ett system av symboler med vilka människan skapar mening av sin egen existens. Denna definition av kultur är inspirerad av Max Weber.
Geertz argumenterade för att antropologin inte skulle liknas med naturvetenskapliga ämnen. Istället ska den ses som en tolkande vetenskap, där tyngdpunkten ska ligga på studiet av förståelse av mening och tankar bakom handlande istället för formulerandet av universella lagar.

### Tät beskrivning
Tät beskrivning (thick description) är en beskrivning som anknyter till studieobjektets angränsande sammanhang för att förklara en handling. Begreppet introducerades av filosofen Gilbert Ryle och vidarefördes inom antropologin av Clifford Geertz. En blinkning med ögonlocket kan antingen vara en oavsiktlig sammandragning i ögonmuskeln, eller ett införstått tecken två grabbar emellan. När vi bara ser på själva det fysiska beteendet, att ögat sluts och öppnas igen, företer vi en tunn beskrivning, medan vi företar en tät beskrivning när vi också gör oss föreställningar om handlingens kommunikativa aspekter. En beskrivning av också den enklaste händelse kan göras oändligt tät, det vill säga att vi kan ta med oändligt många aspekter som bidrar till att förklara vad som hände. En invändning mot täta beskrivningar är att det är omöjligt att falsifiera riktigheten i analysen. Clifford Geertz svar är att det inte är möjligt att avgöra huruvida en tolkning är sann eller falsk, men att en bra tolkning kännetecknas av att den är träffande.
Geertz utvecklade begreppet tät beskrivning som en motreaktion på den tidigare antropologiska tendensen att med hjälp av ett etnografiskt material försöka dra generella slutsatser om mänskligheten. Han menade att dessa inte ger insikter som är meningsfulla i praktiken. Generaliseringar kan inte hjälpa antropologen att förstå beteende hos en specifik grupp människor. Det finns inget syfte med att skapa en generaliserad bild av människan, för det finns ingen sådan människa och det skulle enbart bli en karikatyr av människan. Alla människor är påverkade av sin respektive kultur.

### Geertz ochpostmodernismen
Geertz menade att etnografiskt material och texter inte är objektiva skildringar av verkligheten utan alltid är en tolkning. Antropologen har gjort en tolkning av den information han/hon har fått ifrån informanten som i sin tur har gjort en tolkning av verkligheten. På så sätt hjälpte Geertz till att inspirera postmodernismens förkastande av att det skulle finnas en ”sann” modell av kultur.